# Pergunta retórica
Uma pergunta retórica é um enunciado interrogativo para o qual o falante não espera uma resposta. Em outras palavras, trata-se de uma declaração que tem a forma de uma pergunta. Por exemplo, em "Você acha que eu nasci ontem?", não se pretende saber se o interlocutor acha que "sim" ou "não", mas enfatizar que o falante não é ingênuo (isto é, não "nasceu ontem").
Perguntas retóricas podem ser utilizadas para vários fins, incluindo iniciar um texto, introduzir um tópico discursivo (ou alterá-lo), evidenciar uma opinião e indicar ironia. A resposta da pergunta retórica não precisa ser dada pelo interlocutor por pelo menos três motivos: 1. ninguém sabe a resposta ("Como será que estaremos daqui mil anos?"); 2. a resposta é muito óbvia ("Você acha que eu nasci ontem?"); 3. o próprio falante dá resposta, logo após a pergunta ("Você sabe aonde vamos? Para casa.").